# Hasan Rizvić
Hasan Rizvić, (nacido el 18 de enero de 1984 en Zenica, Bosnia) es un jugador de baloncesto esloveno. Con 2.12 metros de estatura, juega en la posición de pívot en el Gediz Üniversitesi S.K..

## Trayectoria
Rizvic posee una amplia experiencia internacional, iniciándose de forma profesional con el Pivovarna Lasko, y continuando en el KK Olimpija Ljubljana, Azovmash Mariupol, Unics Kazán, KK Buducnost, Enisey Krasnoyarsk o BC Krasny Oktyabr. Su último equipo fue el Pamukkale Üniversitesi de la segunda división turca, donde terminó la temporada pasada promediando 13,1 puntos, 6,5 rebotes y 2,4 asistencias. En octubre de 2014 ficha por el Bàsquet Manresa.
Con Eslovenia, Rizvic ha sido internacional en categorías inferiores, además de disputar el Mundial de 2010.

## Clubs
- Categorías inferiores. Celik Zenica
- Celik Zenica (2001-2002)
- Pivovarna Lasko (2003-2005)
- KK Olimpija Ljubljana (2005-2007)
- Bosna ASA Telecom Sarajevo (2007)
- Slask Wroclaw (2007)
- KK Olimpija Ljubljana (2007)
- SC Mariupol (2008-2010)
- Unics Kazán (2010-2011)
- SC Mariupol (2011)
- KK Buducnost (2012)
- Enisey Krasnoyarsk (2012-13)
- BC Krasny Oktyabr (2013-14)
- Pamukkale Üniversitesi (2014)
- Bàsquet Manresa (2014-2015)
- Gediz Üniversitesi S.K. (2015-presente)

## Palmarés
- 2003-04. Pivovarna Lasko (Eslovenia). Copa. Campeón
- 2003-04. Pivovarna Lasko (Eslovenia). Liga eslovena. Subcampeón
- 2004. Eslovenia. Europeo Sub-20, en Brno (República Checa). Oro
- 2004-05. Pivovarna Lasko (Eslovenia). Copa. Subcampeón
- 2005-06. KK Olimpija Ljubljana (Eslovenia). Supercopa. Campeón
- 2005-06. KK Olimpija Ljubljana (Eslovenia). Copa. Campeón
- 2005-06. KK Olimpija Ljubljana (Eslovenia). Liga eslovena. Campeón
- 2006-07. KK Olimpija Ljubljana (Eslovenia). Copa. Subcampeón
- 2006-07. Bosna ASA Telecom Sarajevo (Bosnia-Herzegovina). Liga bosnia. Subcampeón
- 2007-08. KK Olimpija Ljubljana (Eslovenia). Copa. Campeón
- 2008-09. SC Mariupol  (Ucrania). Copa. Campeón
- 2008-09. SC Mariupol (Ucrania). Superliga. Campeón
- 2009-10. SC Mariupol (Ucrania). Superliga. Campeón
- 2010-11. Unics Kazán (Rusia). Eurocup. Campeón
- 2011-12. KK Buducnost (Montenegro). Copa. Campeón